# Госслер, Оскар
Оскар Госслер (нем. Oscar Goßler; 26 июня 1875, Гамбург — 15 февраля 1953, Гамбург) — немецкий гребец, чемпион летних Олимпийских игр 1900.
На Играх Госслер принял участие в соревнованиях четвёрок и восьмёрок. В первом состязании он в составе второй немецкой команды, вместе со своими братьями Густавом и Карлом, сначала выиграл полуфинал с результатом 5:56,2, а затем один из финалов за 5:59,0.
Затем Госслер соревновался среди восьмёрок. Его команда сначала заняла третье место в полуфинале, а затем четвёртое в финале, не выиграв ни одной медали.